# Trikarbonyl (butadien)železa
Trikarbonyl (butadien)železa je organická sloučenina se vzorcem (C4H6)Fe(CO)3, komplex butadienu.
Tato látka byla poprvé připravena zahříváním pentakarbonylu železa s buta-1,3-dienem.

## Podobné sloučeniny
Komplexy železa s konjugovanými dieny byly podrobně prozkoumány. V rámci butadienové řady byly vykrystalizovány (η2-C4H6)Fe(CO)4 a (η2:η2-C4H6)(Fe(CO)4)2.
Mnoho takových komplexů je známo i u substituovaných butadienů a podobných sloučenin. Trikarbonyl (η4-isopren)železa je chirální.